# 罗马浸信会教堂
罗马浸信会教堂（英语：Rome Baptist Church，意大利语：Chiesa Battista di Roma）是一座美南浸信会教堂，位于意大利罗马的卢奇娜的圣老楞佐广场，1963年建立，服务于美国人、英国人、菲律宾人、华人以及意大利人。

## 历史

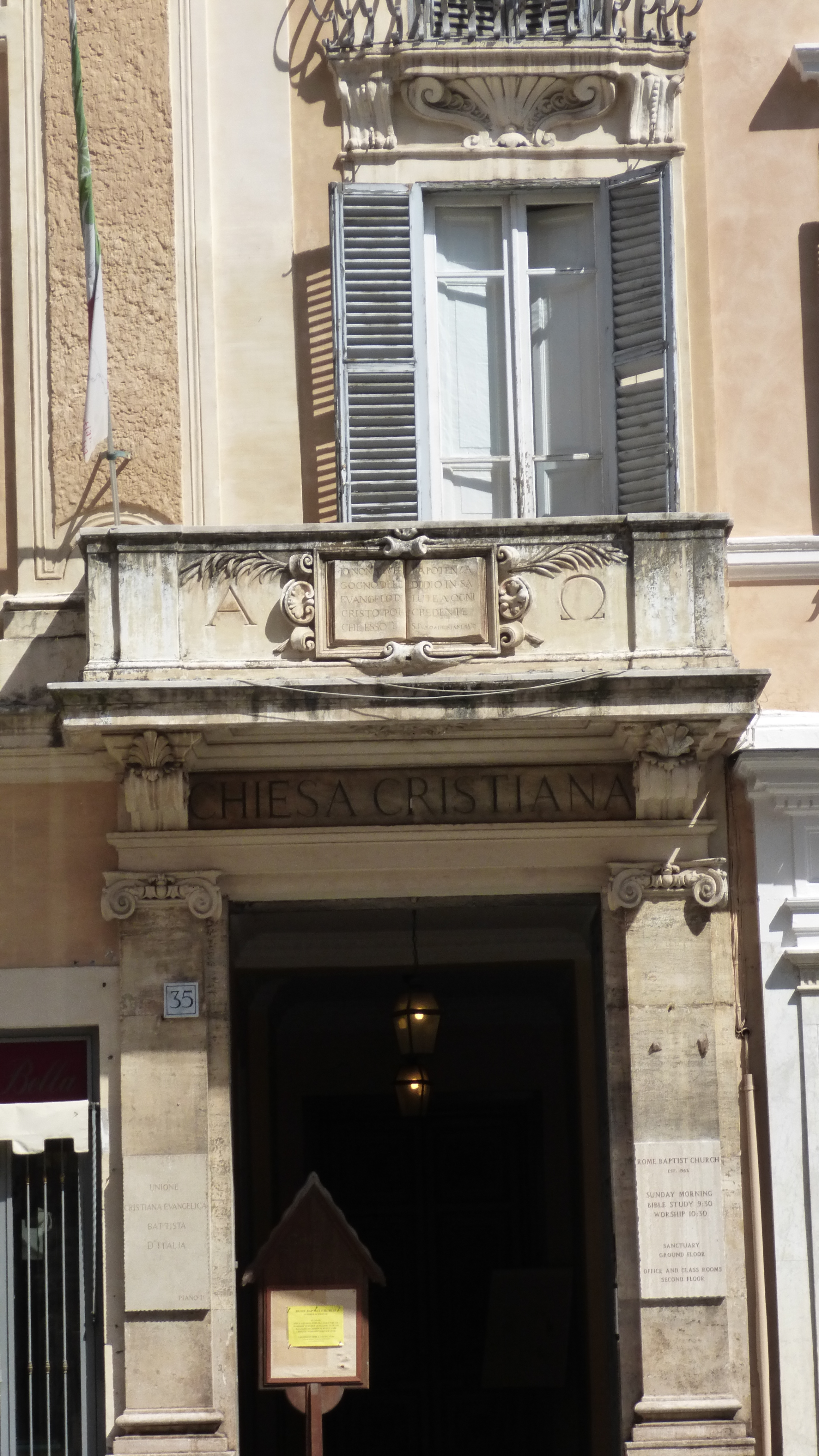

罗马浸信会教堂建筑是卢奇娜的圣老楞佐广场上一座建于16世纪的建筑，曾经是Ruspoli宫的一部分 这个位置最初是Ruspoli 家族的马厩。美南浸信会差会在1920年购买了这座建筑，1994年交给意大利浸信会联会。该建筑二楼是圣堂，有200多个座位，三楼是主日学教室和会议室，四楼则是牧师住宅
1962年8月12日，12名信徒在此开始第一次礼拜。1963年3月10日正式成立罗马浸信会，当时有15名信徒。目前的牧师 David Hodgdon 来自美国科罗拉多州的布埃纳文图拉。

## 礼拜
主日礼拜時間如下：
- 读经：上午9:30
- 英语: 上午10:30
- 菲律宾语:下午1:00
- 中文: 下午3:00
- 意大利语: 下午6:30